# Miniera di rame preistorica (Saint-Véran-les Clausis)
La miniera di rame preistorica (Saint-Véran-les Clausis) è situata ad un'altitudine di 2500 metri, a ridosso del monte di Saint-Véran nei pressi della località omonima sulle Alpi Cozie francesi. È una delle più antiche ed è sicuramente quella più elevata, oltre ad essere una delle più sfruttate (si stimano 1500 tonnellate di metallo).  

## Descrizione
Gli esperti hanno valutato che già verso la fine del III millennio a.C. la zona sia stata raggiunta da uomini aventi conoscenze tecniche precise sul rame e sul tipo di attività da svolgere e comunque in grado di staccare un pezzo del minerale, batterlo e scaldarlo.
I reperti storici recuperati si riferiscono a periodi storici differenti, e hanno confermato che la zona della miniera sia stata sicuramente utilizzata in una fase avanzata dell'Età del bronzo (inizio II millennio a.C.), nella prima Età del ferro (prima metà del I millennio a.C.), mentre non si hanno ancora certezze sul tipo di sfruttamento, per quanto minore, sviluppato nell'Età gallo-romana.
I reperti risalenti ad una fase avanzata dell'Età del bronzo hanno rivelato la presenza di ugelli in ceramica, strutture in pietra a secco, interpretabili come un forno metallurgico preistorico, data la presenza di ceneri, carbone di legna, scorie di minerale di rame e di un crogiolo e frammenti di bornite alterata.
Tra le caratteristiche più significative del sito minerario, vi è quella dello sfruttamento della bornite al posto della calcopirite come solfuro estratto e la presenza di un forno. Si ipotizza che grazie agli ugelli in ceramica collocati nelle pareti dei forni, e ai mantici utili per l'aerazione del combustibile (carbone di legna), si raggiungesse la temperatura di fusione; l'uso della riebeckite come fondente permetteva di risparmiare combustibile e la lavorazione a temperature più basse.
Anche la rifusione e la raffinazione utilizzavano ugelli dalle forme e dimensioni variabili.
Per quanto riguarda la tecnica di estrazione si ipotizza in una fase più antica il semplice uso di strumenti in pietra, e in una seconda fase l'utilizzo della tecnica dell'abbattimento a fuoco.
Gli oggetti ritrovati rappresentano un campionario notevole di utensili, alcuni logorati perché fatti in materiale organico (legno, cuoio), altri, come quelli in eclogite conservati meglio. Tra gli oggetti in legno vi sono quelli sagomati ad ascia, cunei, spatole, pale.